# Постисламизм
Постислами́зм (англ. post-islamism) — неологизм в политической науке, определение и применимость которого привели к интеллектуальным дебатам. В числе первых теоретиков постисламизма ирано-американский политолог Асеф Баят и французский исламовед Оливье Руа.
«Постмодернистский исламизм» (англ. postmodern islamism) и «исламизм нового века» (англ. new age islamism) — другие термины, взаимозаменяемо используемые.

## История понятия
Понятие «постисламизм» появилось в исламоведении в конце XX века. Термин был придуман Асефом Баятом, ныне профессором социологии и ближневосточных исследований в Университете Иллинойса в Урбане-Шампейне, и употреблён им в эссе 1996 года, опубликованном в журнале Middle East Critique. В русскоязычной литературе слово «постисламизм» появилось несколько позже, уже в начале XXI века.
Потребность в новом определении возникла из-за необходимости обозначить изменения, наблюдаемые в исламском мире. Последние 200 лет в нём зарождаются и развиваются новые мусульманские идеологии и соответствующие им политические движения, не имеющие аналогов в истории ислама. Специалист в области исламского модернизма профессор А. В. Мартыненко считает, что «ислам сегодня, помимо деления на традиционные течения (сунниты, шииты, хариджиты и так далее), распадается на три неодинаковые по значению «вектора» — традиционализм (наиболее влиятельный); исламский радикализм (исламизм, салафия, фундаментализм); и модернизм, не пользующийся большим влиянием, а в ряде стран даже и преследующийся». «Деление» уммы в свою очередь ведёт к возникновению мусульманских движений, в том числе, политических. Всё это вызывает необходимость новых понятий для определения политической активности под эгидой ислама помимо слишком всеобъятного «исламизма». Российский учёный Алексей Малашенко пишет о появлении таких терминов как «неоисламизм», «фундаментализм» («неофундаментализм»), «интегризм», «политический ислам», «ваххабизм» («неоваххабизм»), «традиционализм» («неотрадиционализм»), «нативизм», «джихадизм», «джихадистский исламизм», «ревайвализм» (от англ. revival — «возрождение»), «исламский экстремизм».
Французский политик Оливье Карре использовал термин «постисламизм» ещё в 1991 году, но с другой точки зрения, чтобы описать период между X и XIX веками, когда как шиитский, так и суннитский ислам «разделяли военно-политическое и религиозное царство как теоретически, так и на практике».

## Терминология и определение
Баят объяснил «постисламизм» как «сознательную попытку осмыслить и выбрать стратегию обоснования и условий трансцендирования исламизма из социальной, политической и интеллектуальной сфер». По его мнению, постисламизм не является ни «анти-исламским», ни «секулярным исламским» движением. Это «альтернативный модернизм», предполагающий отказ от насилия и разрушение монополии на религиозную истину. Первоначально понятие «постисламизм» относилось только к Ирану, где «постисламизм выражается в идее слияния ислама (как персонифицированной веры) и индивидуальной свободы и выбора; а постисламизм связан с ценностями демократии и аспектами современности». В этом контексте префикс «пост-» не имеет исторического значения, но относится к критическому отходу от исламистского дискурса. В 2007 году Баят писал, что постисламизм является одновременно «условием» и «проектом». В 2013 году Асеф Баят усложнил понятие «постисламизма», определив его как «критический отход от исламистской политики под давлением внутренних или внешних сил, побуждающих религиозных акторов смириться с тем фактом, что о правах человека и демократическом правлении приходится задуматься всерьёз».
Сам Баят считает, что «постисламизм» начал формироваться в иранском обществе после смерти имама Хомейни, первоначально в интеллектуальных дебатах, вдохновлённых религиозной актуальностью. Одним из первых теоретиков постисламизма в Иране был Абдолкарим Соруш. Получив химическое образование, он прославился как знаток суфизма, исламской и западной философии. Поддержав Исламскую революцию 1979 года, Соруш принял активное участие в «культурной революции» и исламизации иранских университетов в начале 1980-х годов, но, оставаясь в целом на светских исламистких позициях, он сво временем разочаровался в «муллократии» и, опираясь на учение мутазилитов с присущим ему положением о свободе воли, попытался синтезировать ислам и западную демократию, за что в Иране подвергнулся гонениям, а заслужил на Западе прозвище «Лютера ислама». В конце 1990-х — начале 2000 годов «постисламизм» стал важной частью политической жизни Ирана, послужив основой идеологии движения иранских реформистов.
Иное понимание «постисламизма» у французских исламоведов. Так, Жиль Кепель считает, что «постисламизм» – это, прежде всего, отказ от «джихада», в то время как Оливье Руа определяет «постисламизм» как «приватизацию исламизма», противопоставляя его «исламизации государства». В своём исследование «Провал политического ислама» Руа пишет про «конкретизацию» исламизма, для которой, по его мнению, «характерны смещение акцентов, перевод борьбы за пределы исламского общества, с одновременным отказом от воинствующего исламизма и салафистских принципов».
Арабист Аракс Пашаян считает, что после окончания Холодной войны многие критерии, характеризующие «новый» мир, стали расплывчатыми и переменчивыми, поэтому их и пытаются определять с приставкой «пост-». С этой точки зрения, «постисламизм» «обозначает конец периода исламизма и начало нового». По мнению Пашаяна, «постисламизму присущ отказ от воинствующего исламизма и салафийских (раннеисламских) принципов». Учёный видит два стержневых изменения в исламском мире, которыми по его мнению связаны с «постисламизм». В то время как многие представители воинствующего исламизма отказываются от насильственных методов, другие переориентируют свою деятельность за пределы исламского мира для противодействия внешним вызовам, прежде всего, от Израиля и США.
Российский исламовед Ринат Мухаметов даёт своё определение постисламизму, или как он его называет — «неоисламизм». Под этим термином он понимает движения, которые «переносят основу своей активности с воспитательной и социально-реформаторской роли на непосредственно политическую борьбу за контроль над властными структурами государства».

### Критика
Д. Пузырёв утверждает, что «постисламизм как раз и является одной из мифологем современного исламоведения». Так, Бессам Тиби утверждает, что «постисламизм» существует только лишь в западном сознании. А. Малашенко полагает, что термин «постисламизм» изящен, но не имеет смысловой нагрузки, в то время как «исламизм есть объективно закономерный для мусульманского мира феномен, который невозможно „отменить“». Ринат Мухаметов считает, что нельзя говорить ни об эпохе «постисламизма», ни о синтезе «исламизма» и «исламского фундаментализма», а о новом этапе в «исламском политическом движении, которое вынуждено реагировать на вызов глобализации».
Оппоненты «постисламизма» утверждают, что изменился не исламизм, а лишь его воинствующая составляющая, соответственно, «постисламизм» лишь проявление политического ислама. Эксперт Египетского центра политических и стратегических исследований «аль-Ахрам» Диа Рашуан полагает, что появление постисламизма вовсе не знаменует исторический конец исламизма. Исследователь радикального ислама И. Добаев в своей работе «Исламский радикализм: генезис, идеология, практика», возражая теоретикам постисламизма, утверждает, что отказ исламских радикалов от вооружённой борьбы против властей связан не с изменениями в исламском мире, а лишь с тактикой:
«В тех странах, где исламисты имеют возможность легально участвовать в политической деятельности (Турция, Иордания, Йемен и др.) террористические проявления с их стороны незначительны, так как большинству из них выгоднее быть „умеренными“, чем подвергаться репрессиям со стороны правящих режимов. В тех же государствах, где они такой возможности лишены (например, Алжир, Египет), вооруженная борьба исламских радикалов против властей достигает особого накала».
Другой исследователь радикального ислама, Дмитрий Пузырёв, называет постисламизм «искусственно сконструированным эклектическим понятием, которое, судя по его определению, охватывает все угодные западному истеблишменту течения и движения современного ислама, главным образом так называемого евроислама».

## Случаи
В Иране к постисламистам приянто относить реформистов и группу интеллектуалов и технократов Национальный совет религиозных активистов Ирана, позиционирующихся как «ненасильственная, религиозная полуоппозиция» и идеологически близких к Движению за свободу.
Появление умеренных исламистских партий «Аль-Васат» в Египте и Партии справедливости и развития в Марокко, напоминало возникновение постисламизма, однако учёные не стали квалифицировать их как постисламистские. Аналогичная характеристика применима к Малайзийской исламской партии.
В документах Института международной политики Лоуи 2008 года говорится, что Партия справедливости и благоденствия в Индонезии и Партия справедливости и развития в Турции являются постисламистскими. Согласно исследователям Ахмету Т. Куру и Альфреду Степану (2012), многие аналитики считают, что турецкая Партия справедливости и развития является примером постисламизма, похожего на христианские демократические партии, но исламского направления. Однако некоторые учёные, такие как немецко-сирийский политолог Бассам Тиби, оспаривают это. Ихсан Йылмаз утверждает, что идеология партии после 2011 года отличается от идеологии между 2001 и 2011 годами.
Понятие «постисламизм» использовалось для описания «идеологической эволюции» Партии возрождения в Тунисе.